# صموئيل لويس
صموئيل لويس (بالإنجليزية: Samuel Lewis)‏ هو سياسي أمريكي، ولد في 17 مارس 1799، وتوفي في 28 يوليو 1854.